# St Joseph’s F.C.
St Joseph’s F.C. – gibraltarski klub piłkarski z siedzibą w Gibraltarze.

## Historia
Chronologia nazw: 
- 1950–...: St Joseph’s F.C.

St Joseph’s F.C. został założony w 1950 roku w Gibraltarze. W sezonie 1995/96 zespół zdobył swój pierwszy tytuł mistrzowski.

## Sukcesy

### Trofea międzynarodowe
Nie uczestniczył w rozgrywkach europejskich (stan na 31-05-2014).

### Trofea krajowe
| \| \| Zdobyte trofea w rozgrywkach Gibraltaru (stan na: 31-05-2014) \| |                                                               |      |                                                                 |
| Rozgrywki                                                              | Osiągnięcie                                                   | Razy | Sezon(y)                                                        |
| · Mistrzostwo                                                          | I miejsce                                                     | 1    | 1996                                                            |
| · Mistrzostwo                                                          | II miejsce                                                    | ?    | ..., 2012, 2013                                                 |
| · Mistrzostwo                                                          | III miejsce                                                   | ?    | ..., 2000, 2002, 2005, 2015, 2016, 2017, 2018, 2019, 2021, 2022 |
| Puchar                                                                 | zdobywca                                                      | 9    | 1979, 1983, 1984, 1985, 1987, 1991, 1995, 2012, 2013            |
| Puchar                                                                 | finalista                                                     | ?    | ..., 2004, 2007                                                 |
| Puchar Ligi                                                            | zdobywca                                                      | 0    |                                                                 |
| Puchar Ligi                                                            | finalista                                                     | 0    |                                                                 |
| Puchar Ligi                                                            | półfinalista                                                  | 1    | 2014                                                            |
| II liga                                                                | I miejsce                                                     | ?    | ...                                                             |
| II liga                                                                | II miejsce                                                    | ?    | ...                                                             |
| II liga                                                                | III miejsce                                                   | ?    | ...                                                             |
| Gibraltar                                                              | Zdobyte trofea w rozgrywkach Gibraltaru (stan na: 31-05-2014) |      |                                                                 |

## Stadion
Klub rozgrywał swoje mecze domowe na Victoria Stadium w Gibraltarze, który może pomieścić 2,249 widzów.

## Europejskie puchary
Legenda do wszystkich tabel:
- Q – runda eliminacyjna, 1/16, 1/8, 1/4, 1/2 – odpowiednia faza rozgrywek, Grupa – runda grupowa, 1r gr – pierwsza runda grupowa, 2r gr – druga runda grupowa, F – finał, R – runda, PO – play-off
- k. – rzuty karne, los. – losowanie, Dogr. – dogrywka, w. – zasada bramek strzelonych na wyjeździe

| Sezon   | Rozgrywki               | Runda | Klub                 | Dom     | Wyjazd  | Ogólnie     |
| ------- | ----------------------- | ----- | -------------------- | ------- | ------- | ----------- |
| 2017/18 | Liga Europy             | 1Q    | AEL Limassol         | 0–4     | 0–6     | 0–10        |
| 2018/19 | Liga Europy             | PQ    | B36 Tórshavn         | 1–1     | 1–1     | 2–2, k: 2–4 |
| 2019/20 | Liga Europy             | PQ    | FC Prishtina         | 2–0     | 1–1     | 3–1         |
| 2019/20 | Liga Europy             | 1Q    | Rangers              | 0–4     | 0–6     | 0–10        |
| 2020/21 | Liga Europy             | PQ    | B36 Tórshavn         | 1–2 (D) | 1–2 (D) | 1–2 (D)     |
| 2021/22 | Liga Konferencji Europy | 1Q    | Tallinna FCI Levadia | 1–1     | 1–3     | 2–4         |
| 2022/23 | Liga Konferencji Europy | 1Q    | Larne                | 0–0     | 1–0     | 1–0         |
| 2022/23 | Liga Konferencji Europy | 2Q    | Slavia Praga         | 0–4     | 0–7     | 0–11        |
| 2024/25 | Liga Konferencji        | 1Q    | Shelbourne           | 1–1     | 1–2     | 2–3         |
| 2025/26 | Liga Konferencji        | 1Q    | Cliftonville         | 2–2     | 3–2     | 5–4, Dogr.  |
| 2025/26 | Liga Konferencji        | 2Q    | Shamrock Rovers      | 0–4     | 0–0     | 0–4         |